# Gaio Giulio Civile
Gaio Giulio Civile, anche noto come Claudio Civile (in latino Gaius Iulius Civilis; fl. 67-70), è stato un militare germanico naturalizzato romano membro della tribù dei Batavi che si ribellò all'Impero romano durante l'Anno dei quattro imperatori, capeggiando una rivolta batava che mise in estrema difficoltà lo stato romano.

## Biografia

### Origini
Civile e suo fratello Paolo erano membri della famiglia reale dei Batavi. Nel 67 o 68 Paolo fu messo a morte dal legato di Nerone, Fonteio Capitone, sulla base di una falsa accusa di tradimento, mentre Civile fu inviato a Roma per il processo. Nel 69, dopo la morte di Nerone, fu Servio Sulpicio Galba a prosciogliere Civile dalle accuse, concedendogli di comandare una coorte. Sotto Vitellio, però, le cose cambiarono: sospettato dall'esercito, ne venne richiesta la punizione.
In effetti le legioni, che avevano proclamato imperatore Vitellio, avevano ragione di sospettare i propri comandanti di tradimento, in quanto questi erano propensi a sostenere la candidatura di un altro pretendente, Tito Flavio Vespasiano. Tacito afferma che dopo essere scampato alla punizione, Civile meditò di diventare un nemico di Roma come Annibale e Quinto Sertorio (entrambi avevano perso un occhio, come Civile), e iniziò a tramare fingendo di sostenere Vespasiano.
Ricevette una lettera da Marco Antonio Primo, comandante delle truppe danubiane che si era schierato dalla parte di Vespasiano, sostenuta anche dall'intervento personale di Ordeonio Flacco, comandante delle truppe del Reno. La lettera chiedeva a Civile di inscenare una insurrezione dei Germani, allo scopo di impedire alle legioni romane stanziate in zona di spostarsi in Italia per sostenere Vitellio. Civile decise di non limitarsi ad inscenare una rivolta, ma di metterla in atto effettivamente.

### La rivolta batava

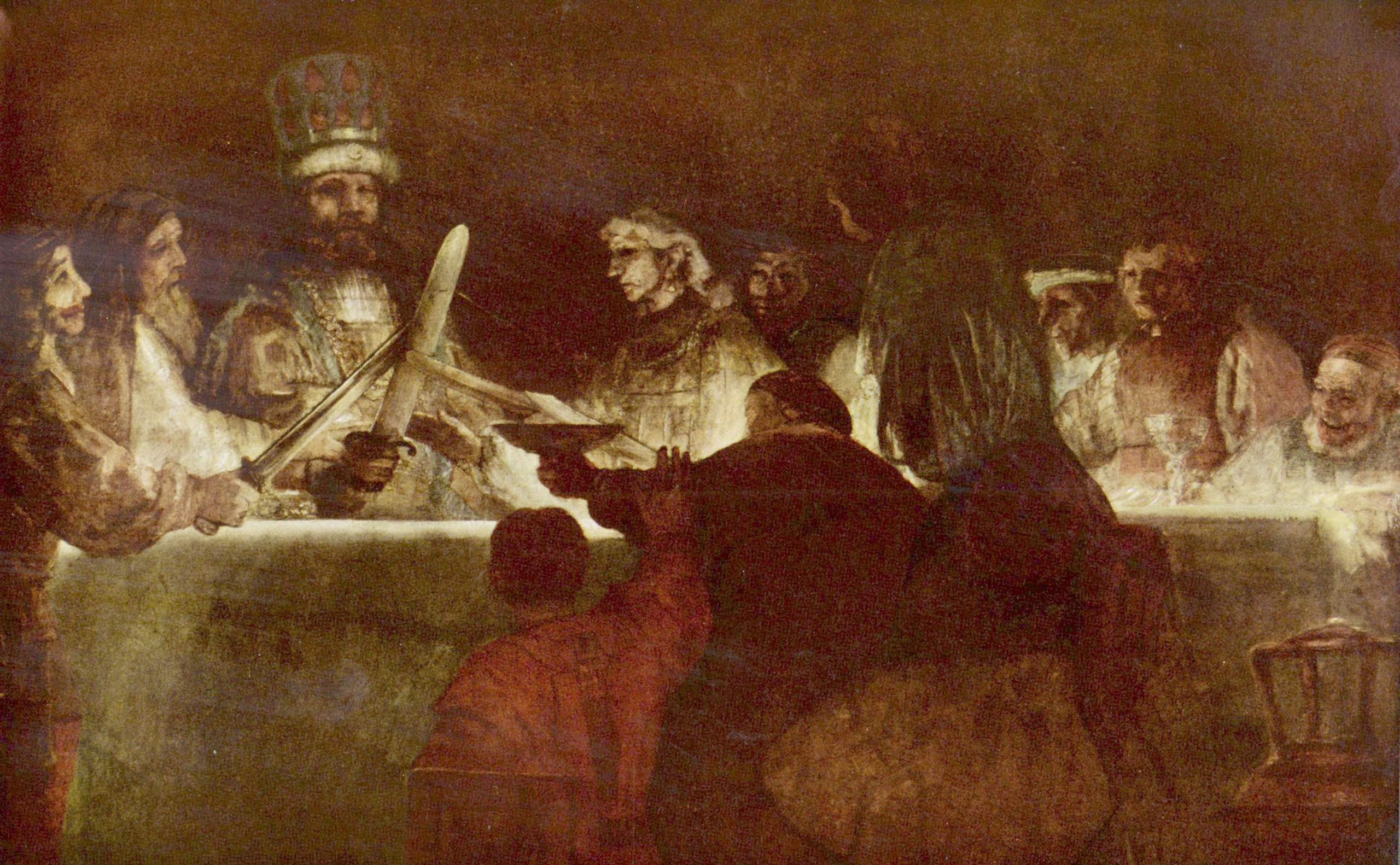
Congiura di Giulio Civile, olio su tela di Rembrandt (1661)

L'occasione di istigare una rivolta fu fornita da un editto di Vitellio, il quale richiedeva ai Batavi una leva di truppe, ed in particolare dalla durezza con la quale questo editto fu messo in atto. Ordeonio Flacco, infatti, aveva rifiutato di sguarnire la frontiera delle truppe richieste da Vitellio, per timore di insurrezioni dei barbari, e Vitellio aveva intenzione di raccogliere truppe anche per allontanare dalla regione uomini atti alla guerra. Considerata l'accoglienza fatta al provvedimento da parte dei Batavi, Civile non ebbe difficoltà a convocare un incontro dei capi della tribù di notte, in un luogo sacro, e a legare i Batavi in un giuramento volto a iniziare una ribellione contro i Romani.
Vennero inviati dei messaggeri ai Canninefati, per assicurarsi la collaborazione di questa altra tribù germanica che viveva nella stessa isola dei Batavi, e vennero informate anche le coorti batave dell'esercito romano, che erano tornate dal loro servizio in Britannia e si trovavano allora a Mogontiacum (Magonza), come parte dell'esercito del Reno.
Civile finse di voler andare con la propria coorte a sopprimere la rivolta dei Canninefati, ma fu scoperto e si schierò apertamente dalla loro parte. I Romani diedero battaglia ai Canninefati, ai Batavi e ai loro alleati Frisi col supporto della flotta fluviale, ma vennero traditi da una coorte dei Tungri, che decise la battaglia terrestre passando dalla parte di Civile, e dai rematori della flotta, che erano in gran parte Batavi e sopraffecero i centurioni portando la flotta ai ribelli. In seguito a questa vittoria, Civile mandò dei messaggeri agli abitanti delle province della Gallia e della Germania superiore e inferiore, incitandoli alla rivolta e prospettando loro la creazione di un regno dei Germani e dei Galli.
Civile diede poi battaglia a Mummio Luperco, legato di quell'Ordeonio Flacco che inizialmente aveva sostenuto segretamente le azioni del capo della ribellione batava: Luperco fu tradito dalla sua "ala" di Batavi e fu costretto a rinchiudersi a Castra Vetera (Xanten) assieme alle sue due legioni, la V Alaudae e la XV Primigenia. Altri rinforzi si aggiunsero all'esercito di Civile, il quale chiese ai propri uomini un giuramento di fedeltà a Vespasiano e ottenutolo lo richiese anche alle legioni rinchiuse in Castra Vetera, che però si rifiutarono. Fu allora che Civile mise sotto assedio le legioni, raccogliendo alleati tra tutte le tribù germaniche e attaccando quelle rimaste fedeli ai Romani per distruggerne la lealtà. Malgrado i dissidi interni, causati dalla lealtà verso due pretendenti al trono differenti, i soldati romani rinchiusi in Castra Vetera resistettero agli assalti, ottenendo il sostegno delle truppe di Dillio Vocula, collaboratore di Flacco, che sconfisse Civile, ma senza sfruttare la propria vittoria.
La sconfitta di Vitellio nella seconda battaglia di Bedriaco (24 ottobre 69) ebbe l'effetto di scuotere la sicurezza dei Romani e la lealtà dei Galli, oltre a costringere Civile a scoprire le proprie carte. All'inizio del 70 le due legioni assediate a Castra Vetera si arresero, giurando fedeltà "all'impero delle Gallie", ma furono sterminate subito dopo la resa.

### Fine della rivolta
Malgrado i successi ottenuti, Civile non riuscì ad ottenere il sostegno di tutte le tribù gallo-germaniche, in quanto antiche rivalità ebbero la meglio sull'interesse comune: ad esempio, i Betasii, i Tungri e i Nervii furono convinti da un vecchio nemico di Civile, quel Claudio Labeone che aveva comandato l'ala dei Batavi che aveva disertato l'esercito romano, a contrastare i rivoltosi. Inoltre, quando la notizia della fine delle due legioni raggiunse Roma, un nuovo e potente esercito di otto legioni fu raccolto tra le truppe ormai non più impegnate nella guerra civile e affidato a Quinto Petilio Ceriale e ad Annio Gallo.
Civile assistette alle vittorie di Ceriale, attendendo rinforzi da oltre il Reno, ma alla fine fu convinto dai suoi collaboratori a dare battaglia ai Romani nei pressi della Mosella: sebbene all'inizio la battaglia sembrasse nelle mani dei rivoltosi, fu Ceriale a prevalere alla fine.
Ceriale sconfisse nuovamente Civile, che si era accampato a Castra Vetera, ma non poté inseguirlo, poiché aveva subito la distruzione della flotta. Civile tentò di mantenere una difesa dell'isola dove erano stabiliti i Batavi, ma venne sconfitto e costretto ad attraversare il Reno da parte di Ceriale. Il comandante romano offrì al capo dei ribelli la resa, che Civile accettò.
La fonte primaria della rivolta batava, le Historiae di Publio Cornelio Tacito, si interrompe improvvisamente nel punto in cui Civile e Ceriale discutono la resa. Si sa che l'alleanza tra Romani e Batavi venne riconfermata, ma non è noto il destino di Civile: potrebbe essere stato ucciso dai propri uomini, come avvenuto ad Arminio, o aver goduto dell'immunità testimoniata da Tacito, o, infine, aver ricevuto la morte per crocefissione, come promessogli da Mummio Luperco.

### Fonti primarie
- Tacito, Historiae

### Fonti secondarie
- Lendering, Jona, "The Batavian revolt", livius.org, parte 1 Archiviato il 4 maggio 2016 in Internet Archive., 2 Archiviato il 14 marzo 2015 in Internet Archive., 3 Archiviato il 16 marzo 2015 in Internet Archive., 4, 5 Archiviato il 23 aprile 2014 in Internet Archive., 6 Archiviato il 23 aprile 2014 in Internet Archive., 7 Archiviato il 3 marzo 2016 in Internet Archive., 8 Archiviato il 16 marzo 2015 in Internet Archive. e 9
- Smith, William, "Civilis", Dictionary of Greek and Roman Biography and Mythology, vol. 1, pp. 758-760